# Oliver Broumis

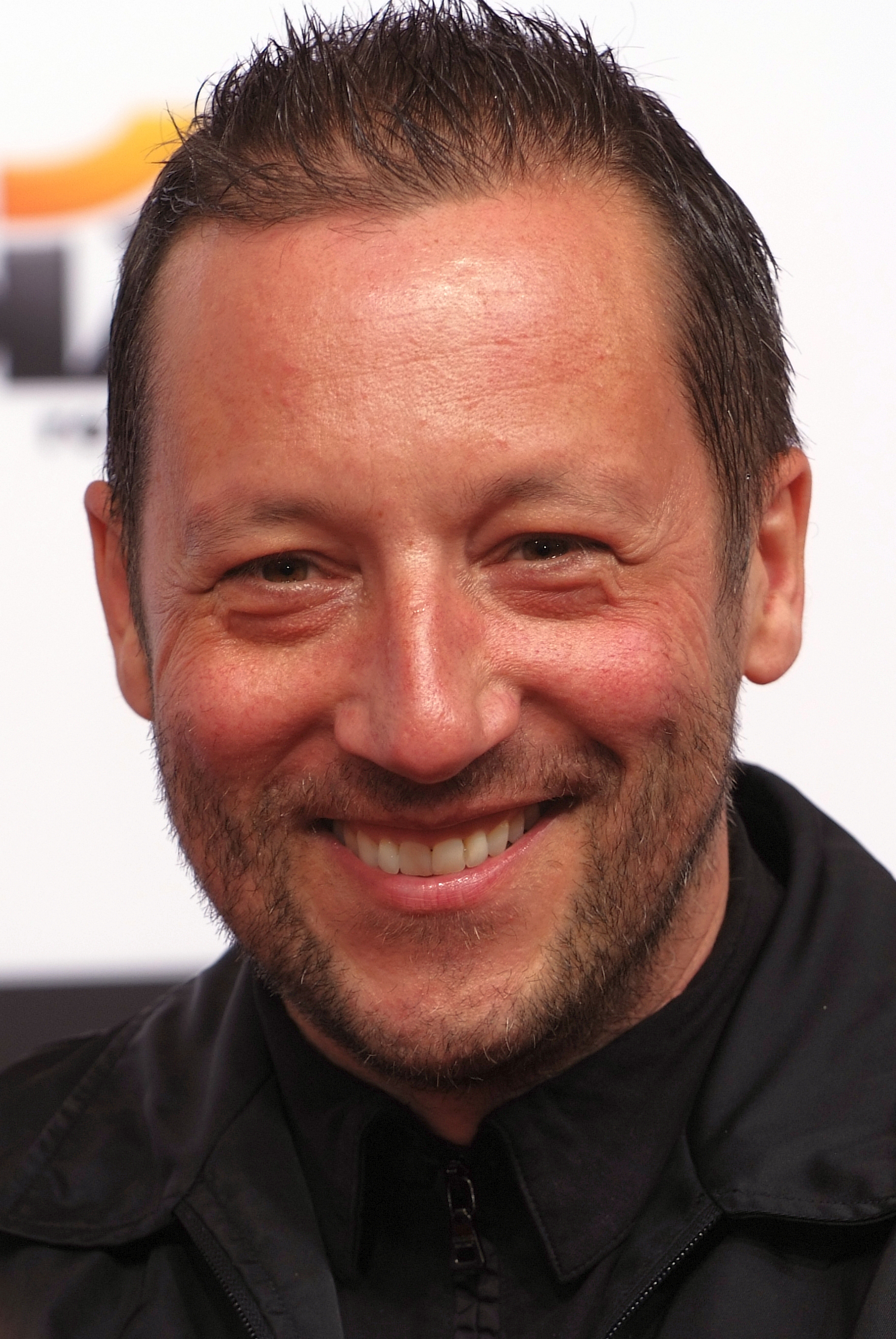
Oliver Broumis beim Studio Hamburg Nachwuchspreis 2012

Oliver Broumis (* 31. Juli 1965 in Hannover) ist ein deutscher Schauspieler.

## Leben
Nach dem Abitur studierte er von 1986 bis 1989 an der Hochschule für Musik und darstellende Kunst in Hamburg. Außerdem trainierte er bei amerikanischen Coaches in Los Angeles.
Seine erste professionelle Arbeit nach der Schauspielschule war der deutsch-schweizerische Kinofilm Immer & Ewig. Gleichzeitig hatte er erste Engagements an verschiedenen deutschen Theatern. 2004 spielte er den Zoodirektor Bernhard Grzimek in dem Dokudrama Grzimek, eine deutsche Legende. Bei dem Film Zwischen Kopf und Himmel, ebenfalls 2004, wirkte er erstmals als Creative Producer mit.
2005 fungierte Oliver Broumis als Presenter bei den European Film Awards, Regie Pepe Danquart.
Seit 2010 arbeitet er mit einer Regisseurin an einem Drehbuch zu einem Film über den Tod und den Prozess des Sterbens. Der Film stellt die Frage, ob nicht jede Sekunde im Bewusstsein seiner eigenen Endlichkeit zu leben, uns einen ungeheuren Zugewinn an Lebensqualität bescheren würde.
2013 hat er den „Raindance Berlin Documentary Foundation Course“ (Raindance Film Festival) gemacht, da er begonnen hat, an zwei Dokumentarfilmen zu arbeiten.
Von 2013 bis 2015 war er Trainer und Regisseur für Gefängnistheater in der JVA Berlin-Pankow für die Projekte „Heimat“ und „Identität“.
Im Februar 2021 outete er sich im Rahmen der Initiative actout im SZ-Magazin mit 184 anderen lesbischen, schwulen, bisexuellen, queeren, nicht-binären und trans* Schauspielern.
Er ist Mitglied der Deutschen Filmakademie und der Europäischen Filmakademie. Außerdem ist er Gründungsmitglied des Bundesverbandes der Film- und Fernsehschauspieler BFFS und war die ersten zwei Jahre im Vorstand.

## Filmografie

### Filme
- 1991: Immer & Ewig
- 1993: Stalingrad
- 1994: Hasenjagd – Vor lauter Feigheit gibt es kein Erbarmen
- 1996: Gefährliche Orte – Bombenleger
- 1997: Durchgebraten
- 1997: Die letzte Sekunde
- 2000: Bella Martha
- 2001: Girl
- 2002: Neon Eyes
- 2003: Die Gelegenheit
- 2004: Sergeant Pepper
- 2004: Zwischen Kopf und Himmel
- 2004: Perle
- 2005: Hochzeitszone
- 2009: Saturn Returns
- 2009: Die Unbedingten (Kurzfilm)
- 2010: Unter dir die Stadt
- 2010: Unter den Händen
- 2018: Was uns nicht umbringt
- 2022: Unspoken

### Fernsehen
- 1989: Tatort: Lauf eines Todes (Fernsehreihe)
- 1989: Die Spinnen
- 1991: Magic, Serie England
- 1994: Die Unbestechliche
- 1994: Großstadtrevier – Bodo
- 1995: Ein tödliches Vergehen
- 1996: Sophie – Schlauer als die Polizei
- 1996: Austernexpress
- 1997: SK-Babies – Alle für einen
- 1997: Balko – Blutige Beute
- 1997: Julia – Kämpfe für deine Träume
- 1997: Ein Fall für zwei – Die letzte Rate
- 1998: Auf eigene Gefahr – Ladendiebe
- 1998: Küstenwache – Blinder Passagier
- 1998: SOKO 5113 – Auge um Auge
- 1998: Ein Fall für Zwei – Schlechte Karten
- 1998: Doppelter Einsatz – Evas Tod
- 1998: Menschenjagd
- 1998: Die Stunde des Löwen
- 1998: Die Schule am See – Der Coup mit der Kuh
- 1999: Die Schule am See – Die Überraschung
- 1999: Schlaf mit meinem Mann
- 1999: Die Kommissarin – Falsche Opfer
- 2000: SOKO 5113 – Alleingang
- 2000: All’arrabbiata
- 2001: SK Kölsch – Ruhe in Frieden
- 2001: Dr. Stefan Frank – Der Arzt, dem die Frauen vertrauen – Wege der Entscheidung
- 2001: Dr. Stefan Frank – Der Arzt, dem die Frauen vertrauen – Körperverletzung
- 2002: Tatort: Zahltag
- 2001: Durch Dick und Dünn
- 2002: Wolffs Revier – Heiße Suppe
- 2003: Tatort: Große Liebe
- 2003: Donna Leon – Acqua Alta
- 2004: Bernhard Grzimek – Ein Leben für die Tiere
- 2005–2006: Bis in die Spitzen
- 2006: Die großen und die kleinen Wünsche – David gegen Goliath
- 2006: SOKO Wismar – Tödliche Hörner
- 2007: Familie Dr. Kleist – Zerreißprobe
- 2007: Tierisch verliebt
- 2008: Immer Wirbel um Marie
- 2008: Krimi.de – Nebenan
- 2008: In aller Freundschaft – Folge 408: Eindeutig zweideutig
- 2009: Tierisch verliebt
- 2009: Frau Böhm sagt Nein
- 2012: Notruf Hafenkante – Die Tangotänzerin
- 2012: SOKO Stuttgart – 4 Männer und ein Baby
- 2014: Binny und der Geist – Folgen 6 & 7
- 2014: Der Lehrer – Deine DNS, Dein Job
- 2015: Chuzpe – Klops braucht der Mensch!
- 2017: Capelli Code
- 2017: Familie Dr. Kleist – Die Hoffnung stirbt zuletzt
- 2018: SOKO Leipzig – Familienteufel

## Auszeichnungen
- 1991: Immer & Ewig – Festival Solothurn – Bester Film
- 1992: Stalingrad – Bayerischer Filmpreis, Kategorien: Produzenten – Cutter & Kamerapreis
- 1994: Stalingrad – Jupiter für bester nationaler Film
- 1995: Hasenjagd – Nominierung Deutscher Filmpreis
- 1996: Hasenjagd – Preis der Jury, Filmfestival San Sebastian
- 1997: Hasenjagd – Preis der Jury, Filmkunstfest MV – Schwerin
- 1997: Die letzte Sekunde – Kodak Eastman Förderpreis, Filmtage Hof
- 2002: Bella Martha – Nominierung Deutscher Filmpreis
- 2003: Bella Martha – Nominierung Goya, Spanien – Bester europäischer Film
- 2004: Die Gelegenheit – Grand Prix du Jury, Festival D´Angers und Starterpreis der Stadt München
- 2005. Sergeant Pepper – Young Peoples Jury Award & Bester Film Toronto International Filmfestival und Weißer Elefant, Filmfest München
- 2006: Bernhard Grzimek-Ein Leben für die Tiere – Öko Film Tour – Bester künstlerischer Film
- 2009: Frau Böhm sagt Nein – Zuschauerpreis 3Sat – Baden-Baden Fernsehfilm Festival
- 2010: Frau Böhm sagt Nein – Adolf Grimme Preis
- 2010: Die Unbedingten – Nominierung Studio Hamburg Nachwuchspreis
- 2012: Unter den Händen – Nominierung Studio Hamburg Nachwuchspreis
- 2018: Was uns nicht umbringt – Nominierung Art Cinema Award, Internationaler Verband der Filmkunsttheater (C.I.C.A.E.)
- 2018: Was uns nicht umbringt – Nominierung Hamburger Produzentenpreis, Deutsche Kinoproduktion, Filmfest Hamburg
- 2024: Unspoken - Prädikat wertvoll, Deutsche Film - und Medienbewertung FBW
- 2025: Unspoken - Best Feature Film at Rome Prisma Film Award für
- 2025: Unspoken - Best LGBTQ Film at Director Talents Movie Award London
- 2025: Unspoken - Best LGBTQ Film at Los Angeles Movie & Music Video Awards

## Theater
- 1986: Methusalem oder ewige Bürger, Junges Theater Göttingen
- 1987: Karl Valentin Abend, Junges Theater Göttingen
- 1989: Ich bin nicht Rappaport, Kammerspiele Düsseldorf
- 1989: Der Zauberer von Oz, Theater Bremen
- 1989–1990: Nachtvorstellung, Opera Stabile/Staatsoper Hamburg
- 1991: Coriolanus, Theater Basel
- 1992: Das Erwachen, Theater Heidelberg
- 1993:  Kuprianov und Natase, Festival „Junge Hunde im Mai“, Hamburg
- 1993: Faust, Schillertheater Berlin
- 2006–2008: The Basis of Make-up, Volksbühne Berlin und Forum Expanded, Intern. Filmfestspiele Berlin – Berlinale